# توماس آلارکون
توماس آلارکون (انگلیسی: Tomás Alarcón؛ زادهٔ ۱۹ ژانویهٔ ۱۹۹۹) بازیکن فوتبال اهل شیلی است که عمدتاً در پست هافبک دفاعی در زمین است و می‌تواند در پست مدافع میانی نیز بازی کند.
وی همچنین در تیم‌های ملی فوتبال زیر ۲۰ سال شیلی و شیلی بازی کرده‌است.